# Anlhiac
 Anlhiac  (en occitano Anlhac) es una población y comuna francesa, situada en la región de Aquitania, departamento de Dordoña, en el distrito de Périgueux y cantón de Excideuil.
Se halla en la región histórica de Perigòrd.

## Demografía
| 374 | 347 | 303 | 330 | 269 | 300 |
| Para los censos de 1962 a 1999 la población legal corresponde a la población sin duplicidades (Fuente: INSEE [Consultar]) |     |     |     |     |     |